# 111 a.C.

## Eventos
- Lúcio Calpúrnio Béstia e Públio Cornélio Cipião Násica Serapião, cônsules romanos.[1]
- Continua a Guerra Címbrica.
- Continua a Guerra contra Jugurta:
  - Sob o comando do cônsul Calpúrnio Béstia, os romanos começam a campanha, mas Jugurta o suborna e consegue firmar uma paz muito favorável, provocando revolta em Roma.
- Antíoco Gripo retorna de Aspêndio e recupera a Síria. Antíoco de Cízico retém a Celessíria.[2][Nota 1]